# Fung Kwok Wai
To je ime in priimek kitajske osebe; priimek je Fung.
Fung Kwok Wai, kitajski snukerist, * 22. avgust 1977.
Fung se je leta 2006 uvrstil v četrtfinale IBSF svetovnega prvenstva, kjer ga je nato izločil Anglež Daniel Ward z izidom 6-3. Na Azijskih igrah 2006 je med moštvi osvojil srebrno kolajno. V moštvu je igral z Marcom Fujem in Chan Wai Kijem.